# Gustaw Ostasz
Gustaw Ostasz (ur. 15 kwietnia 1940 w Majdanie Nepryskim ) – literaturoznawca, profesor nauk humanistycznych, długoletni pracownik Uniwersytetu Rzeszowskiego. Jego badania dotyczą tradycji romantyzmu w literaturze polskiej XX w.

## Życiorys
Absolwent Liceum Ogólnokształcącego w Józefowie (1957). Po maturze pracował w 1957–1958 jako nauczyciel w Szkole Podstawowej w Jędrzejówce. W 1963 ukończył studia magisterskie w zakresie filologii polskiej w Wyższej Szkole Pedagogicznej w Krakowie . Z rekomendacji promotora, Wincentego Danka, został nauczycielem języka polskiego w liceum w Gdowie (1963–1964), gdzie przejął obowiązki po Teodozji Rittel, a następnie w liceum w Czudcu (1964–1966) .
W 1966 rozpoczął pracę w utworzonej rok wcześniej Wyższej Szkole Pedagogicznej w Rzeszowie jako bibliotekarz w Katedrze Literatury i Języka Polskiego, prowadząc równocześnie ćwiczenia z literatury modernizmu . W 1967 został asystentem w Zakładzie Literatury Polskiej, którym kierował wówczas organizator rzeszowskiej polonistyki, dr Stanisław Frycie . Rozprawę doktorską pt. Powieści historyczne Stanisława Szpotańskiego na tle jego prac naukowych, przygotowaną pod kierunkiem Wincentego Danka, obronił w Wyższej Szkole Pedagogicznej w Krakowie w 1975. Po doktoracie, jako adiunkt w Katedrze Literatury i Języka Polskiego WSP w Rzeszowie, poświęcił się badaniom nad beletrystyką historyczną, utworami o problematyce wiejskiej i poezją okresu międzywojennego. Otrzymał nagrodę rektora WSP w Rzeszowie za osiągnięcia naukowe w latach 1975, 1979, 1981, 1983 i 1995. Angażował się w prace Towarzystwa Naukowego w Rzeszowie (członek zarządu 1975–1980) i Rzeszowskiego Oddziału Towarzystwa Literackiego im. A. Mickiewicza (członek zarządu 1980–1993) . Od stycznia do września 1977 sprawował funkcję pełnomocnika rektora do spraw młodzieży (w randze prodziekana), a w roku akademickim 1981/1982 był zastępcą dyrektora nowo powołanego Instytutu Filologii Polskiej do spraw nauki .
Habilitował się na podstawie monografii W cieniu „Herostratesa”. O tradycjach romantyzmu w poezji polskiej lat 1914–1939 (1994), po czym objął w rzeszowskiej WSP stanowisko profesora nadzwyczajnego . W tym okresie pracował naukowo nad liryką dwudziestowieczną , w tym nad zagadnieniem poezji czystej. W 2004 został mianowany profesorem nauk humanistycznych. Kierował Zakładem Literatury Polskiej XX wieku w Instytucie Filologii Polskiej od 2006 do emerytury w 2010 .
Był promotorem sześciu prac doktorskich i ponad trzystu magisterskich. Opracował do druku twórczość Alicji Bober, Emila Granata, o. Cherubina Pająka i Andrzeja Lecha Zdzienickiego . W swoich publikacjach naukowych zajmował się pisarstwem Stanisława Szpotańskiego, Hanny Malewskiej, Wilhelma Macha, Stanisława Piętaka, Juliana Kawalca, Bolesława Leśmiana, Emila Granata, Krzysztofa Kamila Baczyńskiego, Wilama Horzycy, Władysława Sebyły, Aleksandra Rymkiewicza, Czesława Miłosza, Jerzego Stanisława Sity, Cypriana Kamila Norwida, Kazimierza Wierzyńskiego, Jana Lechonia, Beaty Obertyńskiej, Jerzego Zawieyskiego, Janusza Wedowa, Tadeusza Porayskiego, Romana Brandstaettera i Józefa Mackiewicza .
Najwięcej prac opublikował na łamach „Rocznika Naukowo-Dydaktycznego WSP w Rzeszowie” i „Prac Humanistycznych”. Był redaktorem „Zeszytów Naukowych Uniwersytetu Rzeszowskiego. Seria Filologiczna. Historia Literatury” (wcześniej pod egidą WSP). W 1998–2006 współpracował z Radiem Rzeszów i rzeszowskim Radiem „Via” jako uczestnik dyskusji literackich i kulturalnych. Odznaczony Złotym Krzyżem Zasługi (1989), Krzyżem Kawalerskim (2003) i Oficerskim (2011) Orderu Odrodzenia Polski oraz Medalem Komisji Edukacji Narodowej (2006) .
Jego synem z małżeństwa z Janiną Aleksandrą z domu Skowron jest Grzegorz (ur. 1964), historyk i prorektor Politechniki Rzeszowskiej .

## Główne prace

### Publikacje książkowe
- Gustaw Ostasz, Stanisław Szpotański jako pisarz historyczny, Rzeszów: Wydawnictwo Uczelniane WSP, 1979. Brak numerów stron w książce (Monografia)
- W kręgu twórczości Juliana Kawalca. Zbiór szkiców i artykułów, Zbigniew Andres, Gustaw Ostasz (red.), Rzeszów: Towarzystwo Naukowe w Rzeszowie, 1982. Brak numerów stron w książce (Praca zbiorowa)
- Nad wierszami Baczyńskiego. Interpretacje i szkice, Gustaw Ostasz (red.), Rzeszów: Wydawnictwo WSP, 1989. Brak numerów stron w książce Wyd. 2 poszerzone i uzupełnione, Nad wierszami Baczyńskiego. Interpretacje, szkice i rozprawy, Rzeszów 1998, ISBN 978-83-87288-87-7 (Praca zbiorowa)
- Poezja pokolenia wojennego. Studia, interpretacje i artykuły, Zbigniew Andres, Gustaw Ostasz (red.), Rzeszów: Towarzystwo Naukowe w Rzeszowie, 1989. Brak numerów stron w książce (Praca zbiorowa)
- Gustaw Ostasz, W cieniu „Herostratesa”. O tradycjach romantyzmu w poezji polskiej lat 1914–1939, Rzeszów: Wydawnictwo Uczelniane WSP, 1993. Brak numerów stron w książce (Monografia)
- Od oświecenia do romantyzmu. Prace ofiarowane Piotrowi Żbikowskiemu, Gustaw Ostasz, Stanisław Uliasz (red.), Rzeszów: Wydawnictwo WSP, 1997. Brak numerów stron w książce (Praca zbiorowa)
- Gustaw Ostasz, „Przeciwko smokom, jadom, kulom...”. O poezji polskiej 1939-1945, Rzeszów: Fosze, 1998, ISBN 978-83-87602-10-9. Brak numerów stron w książce (Szkice)
- Gustaw Ostasz, Filiacje, dialogi, spór z tradycją. Szkice o literaturze polskiej XX wieku, Rzeszów: Wydawnictwo WSP, 2001, ISBN 978-83-7262-146-7. Brak numerów stron w książce (Szkice)
- Gustaw Ostasz, M. Widak, Pielgrzymi ku straszliwym jutrom. Werniks na portret pokolenia wojennego, Rzeszów: Fosze, 2002, ISBN 978-83-88845-04-8. Brak numerów stron w książce (Szkic)
- Gustaw Ostasz, Imperatyw polskości. Kazimierza Wierzyńskiego „Wolność tragiczna”, Rzeszów: Fosze, 2003, ISBN 978-83-88845-26-0. Brak numerów stron w książce (Rozprawa)
- Gustaw Ostasz, „Mądrość liścia spadającego”. Drobiazgi nie tylko poetyckie, Rzeszów: Fosze, 2008, ISBN 978-83-7586-004-7. Brak numerów stron w książce (Szkice)
- Ojciec Cherubin – duszpasterz, muzyk, poeta. Zestaw artykułów i wspomnień, Gustaw Ostasz (red.), Rzeszów: Ruch Kultury Chrześcijańskiej „Odrodzenie”, 2011. Brak numerów stron w książce (Praca zbiorowa)
- Gustaw Ostasz, Śladami poezji czystej, Rzeszów: Fosze, 2017, ISBN 978-83-7586-126-6. Brak numerów stron w książce (Szkice)
- Gustaw Ostasz, Mowa dziejów, mądrość poezji. Szkice, Rzeszów: Fosze, 2020, ISBN 978-83-7586-163-1. Brak numerów stron w książce (Szkice)

### Artykuły
- Gustaw Ostasz, Uwagi o narracyjnym kształcie „Panów Leszczyńskich” Hanny Malewskiej, „Rocznik Naukowo-Dydaktyczny Wyższej Szkoły Pedagogicznej w Rzeszowie. Nauki Humanistyczne”, 3 (5), 1968, s. 213–223.
- Gustaw Ostasz, O świecie przedstawionym i technice narracji „Plamy” [Stanisława Piętaka], [w:] Stanisław Piętak, poeta i prozaik. Zbiór artykułów i rozpraw, Stanisław Frycie (red.), Rzeszów: Rzeszowskie Towarzystwo Przyjaciół Nauk, 1969, s. 145–165.
- Gustaw Ostasz, Wokół biografii Stanisława Szpotańskiego, „Rocznik Naukowo-Dydaktyczny WSP w Rzeszowie. Nauki Humanistyczne. Filologia Polska”, 6, 1972, s. 63–88, ISSN 1230-4263.
- Gustaw Ostasz, Filozoficzne źródła baśniowości w poezji Bolesława Leśmiana, „Prace Humanistyczne”, 23, 1982, s. 75–90, ISSN 0137-5598.
- Gustaw Ostasz, Tradycje Norwidowskie w okupacyjnej poezji pokolenia Kolumbów, [w:] Cyprian Kamil Norwid – interpretacje i konteksty, Piotr Żbikowski (red.), Rzeszów: Wydawnictwo WSP, 1986. Brak numerów stron w książce
- Gustaw Ostasz, O tradycjach romantyzmu w poezji pierwszego dziesięciolecia okresu międzywojennego, „Prace Humanistyczne”, 27, 1986, s. 179–214, ISSN 0137-5598.
- Gustaw Ostasz, Bliski i wierny swej ziemi. O liryce Emila Granata, [w:] Pejzaże poetyckie, Zbigniew Andres (red.), Rzeszów: Wydawnictwo WSP, 1988, s. 57–72.
- Gustaw Ostasz, Z „Merkuriusza Polskiego” do „Współczesności”. O Jerzym Stanisławie Sicie, [w:] Poetycki krąg „Kontynentów”. Artykuły i szkice, Zbigniew Andres, Jan Wolski (red.), Rzeszów: Wydawnictwo WSP, 1997, s. 65–83, ISBN 978-83-87288-85-3.
- Gustaw Ostasz, Wyspiański w recepcji skamandrytów, [w:] Wyspiański. Materiały międzynarodowej konferencji naukowej pt.: Stanisław Wyspiański – w stulecie prapremiery i publikacji "Wesela", Siedlce, 6–7 czerwca 2001, Zbigniew Lisowski (red.), Siedlce: Towarzystwo Literackie im. Adama Mickiewicza, 2001, s. 451–469, ISBN 978-83-903221-9-3.
- Gustaw Ostasz, Tradycje Słowackiego w polskiej poezji 1918–1939. Kwestie wybrane, [w:] „Przez gwiazdy i błękit jestem z Wami”. W 200. rocznicę urodzin Juliusza Słowackiego, Mariusz Chrostek, Tomasz Pudłocki, Jerzy Starnawski (red.), Przemyśl: Towarzystwo Przyjaciół Nauk w Przemyślu, 2009, s. 203–219, ISBN 978-83-61329-02-2.
- Gustaw Ostasz, Przeszłość i teraźniejszość jako lustra wzajemne. Nad fabułami Jerzego Zawieyskiego, [w:] Lux ex Silesia. Księga pamiątkowa dedykowana Księdzu Profesorowi Józefowi Mandziukowi w 70. rocznicę urodzin, Waldemar Gliński (red.), Warszawa: Wydawnictwo Uniwersytetu Kardynała Stefana Wyszyńskiego, 2013, s. 539–550.